# Caprorhinus mahabensis
Caprorhinus mahabensis är en insektsart som beskrevs av Wintrebert 1972. Caprorhinus mahabensis ingår i släktet Caprorhinus och familjen Pyrgomorphidae. Inga underarter finns listade i Catalogue of Life.